# Jakob Dusek
Jakob Dusek (ur. 19 listopada 1996 w Herzogenburgu) – austriacki snowboardzista, specjalizujący się w snowcrossie.
Po raz pierwszy na arenie międzynarodowej pojawił się 14 stycznia 2012 roku w Sedrun, gdzie w zawodach FIS zajął 89. miejsce. W 2013 roku wystąpił olimpijskim festiwalu młodzieży Europy w Braszowie, gdzie zajął 13. miejsce. Na rozgrywanych dwa lata później mistrzostwach świata juniorów w Yabuli był szesnasty. W zawodach Pucharu Świata zadebiutował 12 grudnia 2015 roku w Montafon, zajmując 48. miejsce. Na podium zawodów tego cyklu po raz pierwszy stanął 26 stycznia 2020 roku w Big White, kończąc rywalizację na drugiej pozycji. W zawodach tych rozdzielił Włocha Lorenzo Sommarivę i Sennę Leitha z USA.
Na rozgrywanych w 2021 roku mistrzostwach świata w Idre Fjäll był czwarty indywidualnie i siódmy w rywalizacji drużynowej.

## Osiągnięcia

### Mistrzostwa świata
| Miejsce | Dzień     | Rok  | Miejscowość | Konkurencja              | Zwycięzca     |
| ------- | --------- | ---- | ----------- | ------------------------ | ------------- |
| 4.      | 11 lutego | 2021 | Idre Fjäll  | Snowcross                | Lucas Eguibar |
| 7.      | 12 lutego | 2021 | Idre Fjäll  | Snowboardcross drużynowy | Australia     |
| 1.      | 1 marca   | 2023 | Bakuriani   | Snowcross                | –             |

### Puchar Świata

#### Miejsca w klasyfikacji generalnej snowcrossu
- sezon 2015/2016: 64.
- sezon 2016/2017: 66.
- sezon 2017/2018: 55.
- sezon 2018/2019: 48.
- sezon 2019/2020: 5.
- sezon 2020/2021: 13.
- sezon 2021/2022:

#### Miejsca na podium w zawodach
1. Big White – 26 stycznia 2020 (snowcross) - 2. miejsce
2. Cervinia – 18 grudnia 2021 (snowcross) - 1. miejsce
3. Krasnojarsk – 9 stycznia 2022 (snowcross) - 2. miejsce